# Траксмаа, Аугуст
А́угуст Тра́ксмаа (эст. August Hans Traksmaa; 27 августа 1893, Российская империя — 16 июля 1942, СССР) — эстонский военный и дипломат, генерал-майор.

## Биография
- В 1934—1936 годах командовал 2-й дивизией.
- В 1936—1937 годах — посол Эстонии в СССР[1].
- В 1937—1939 годах возглавлял военный факультет Тартуского университета.
- В 1939—1940 годах — заместитель министра обороны[2].
- После присоединения Эстонии к СССР арестован 14 июня 1941 года. Казнен 16 июля 1942 года в Горельниковском лагере.

## Семья
- Дочь Кати Траксманн (Kati Traksmann)
- Жена Хелью Траксмаа (Helju Traksmaa)
- Сестра Йоханна Хелена Эсперк (Johanna Helena Esperk)